# Quase-cristal

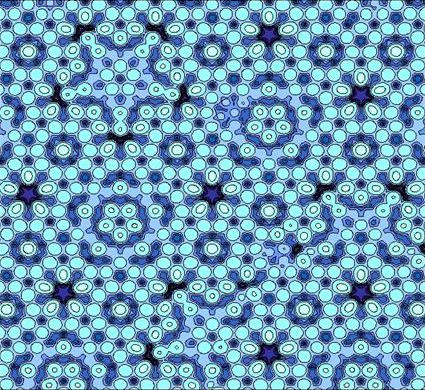
Modelo atómico de um quase-cristal Ag-Al

Um quase-cristal ou quasicristal é um sólido com um espectro de difração essencialmente discreto, como os cristais clássicos, mas com uma estrutura não periódica.
Descobertos em 1982, os quase-cristais colocaram fim a uma especulação que durava dois séculos, restringindo a noção de ordem à da periodicidade. Em 1992, a União Internacional de Cristalografia mudou a definição de cristal para englobar a de quase-cristal, não mantendo que o critério de difração não seja discreto.

## História
Em 1982, Dan Shechtman descobriu uma estrutura incomum no padrão de difração (raios-X ou difração de elétrons) durante a análise da estrutura cristalina de uma liga de alumínio - manganês resfriada rapidamente (14% de manganês). Este possuía a simetria de grupo de pontos m 3 5 e, portanto, a simetria de um icosaedro. Isso é muito incomum para substâncias cristalinas, uma vez que com essa simetria nenhuma mudança de rede é possível e, portanto, nenhuma estrutura periódica, como é necessária para a definição de um cristal, está presente. Matematicamente, eles eram icosaédricos. Os quasicristais foram construídos pela primeira vez em 1984 por Peter Kramer e Roberto Neri. Mais tarde, Dov Levine e Paul Joseph Steinhardt cunharam o termo "quasicristal" para este novo tipo de fase e compararam os dados encontrados durante a análise estrutural com modelos matemáticos.
Um dos primeiros pioneiros dos quasicristais foi Alan Mackay na Grã-Bretanha, que publicou um artigo sobre empacotamento esférico icosaédrico (um empacotamento com simetria quíntupla) e ladrilhos de Penrose na cristalografia no início dos anos 1980 em 1962. Por isso, ele recebeu o Prêmio Oliver E. Buckley de Matéria Condensada com Levine e Steinhardt em 2010.

## Padrões em quasicristais

Penrose

Em um cristal normal, os átomos ou moléculas são organizados em uma estrutura periódica. Essa estrutura é repetida em cada uma das três direções espaciais, semelhante a como os favos de mel são repetidos em duas direções espaciais. Cada célula é cercada por células que formam um padrão idêntico. Em um quasicristal, no entanto, os átomos ou moléculas são arranjados apenas "quase periodicamente". Os átomos estão localmente em uma estrutura regular (aglomerados atômicos típicos na ordem de curto alcance). A ordem de longo alcance também está presente em escala global, mas de difícil compreensão devido à aperiodicidade. Cada célula é circundada por um padrão diferente.
Uma estrutura que é quase periódica em uma certa área do espaço, mas que é continuada periodicamente como uma unidade, é chamada de aproximante. Essas aproximações desempenham um papel importante na simulação de materiais quase periódicos.
O que é particularmente notável sobre os quasicristais é que eles têm uma simetria de cinco, oito, dez ou doze vezes. Em um cristal normal, apenas uma, duas, três, quatro e seis simetrias são possíveis. Isso resulta do fato de que o espaço só pode ser preenchido com partes congruentes dessa forma. Antes da descoberta dos quasicristais, presumia-se que a simetria quíntupla nunca poderia ocorrer porque não era possível preencher o espaço periodicamente.
A descoberta de quasicristais ajudou a redefinir o que constitui a essência de um cristal. Os quasicristais não têm estruturas periódicas, mas têm pontos de difração agudos. Há uma relação importante entre os quasicristais e os ladrilhos de Penrose que Roger Penrose já havia encontrado antes da descoberta dos quasicristais: se você cortar um quasicristal corretamente, a superfície de corte mostrará exatamente o padrão dos ladrilhos de Penrose.

## Interpretação geométrica
Um padrão periódico pode ser alterado completamente por uma certa distância, de modo que cada ponto alterado da rede ou cada átomo em um cristal ocupe exatamente o lugar de um ponto correspondente no padrão original. Em um padrão quase periódico, essa mudança paralela completa do padrão não é possível, independentemente da distância escolhida. No entanto, você pode mover qualquer seção, independentemente de seu tamanho, de forma que (possivelmente após uma rotação) seja congruente com uma seção correspondente.
Existe uma relação entre padrões periódicos e não periódicos. Qualquer padrão quase periódico de pontos pode ser formado a partir de um padrão periódico de uma dimensão superior: por exemplo, para criar um quasicristal tridimensional, pode-se começar com um arranjo periódico de pontos em um espaço de seis dimensões. O espaço tridimensional é um subespaço linear que penetra no espaço hexadimensional em um determinado ângulo. Se você projetar cada ponto do espaço de seis dimensões que está a uma certa distância do subespaço tridimensional para o subespaço e o ângulo representar um número irracional, como a proporção áurea, então surge um padrão quase periódico.
Qualquer padrão quase periódico pode ser criado dessa maneira. Qualquer padrão obtido dessa forma é periódico ou quase periódico. Esta abordagem geométrica é útil para analisar quasicristais físicos. Em um cristal, os defeitos da rede são locais onde o padrão periódico é perturbado. Em um quasicristal, esses são os lugares onde o subespaço tridimensional é dobrado, dobrado ou quebrado quando penetra no espaço de dimensão superior.

## Uso
Várias aplicações de compostos quase cristalinos estão sendo investigadas. Isso se aplica a ambos os materiais compósitos, nos quais compostos quase cristalinos são adicionados às ligas para melhorar certas propriedades, e revestimentos quase cristalinos. Como aditivo ao aço, os quasicristais permitem um aço muito forte, dúctil e resistente à corrosão e ao envelhecimento. É particularmente interessante para dispositivos médicos, por exemplo, em cirurgia ou acupuntura. Ligas de alumínio também podem ser melhoradas em suas propriedades, como resistência em altas temperaturas ou deformabilidade, adicionando quasicristais.
Os revestimentos quase cristalinos permitem uma abrasão particularmente baixa e uma baixa adesão devido à sua dureza e estabilidade à oxidação. Isso é interessante para frigideiras, portanto, revestimentos quase cristalinos estão sendo investigados como uma alternativa para frigideiras de aço inoxidável e revestimentos de politetrafluoroetileno.
Também na catálise, compostos quase cristalinos estão sendo investigados como possíveis catalisadores, como uma liga quase cristalina de alumínio-cobre-ferro para a reforma a vapor do metanol.

## Aplicações
- Desenvolvimento de aços inoxidáveis resistentes;
- isolantes elétricos e térmicos.[9]